# Herbert Feurer
Herbert Feurer (né le 14 janvier 1954 à Aspang-Markt en Autriche) est un joueur de football international autrichien, qui évoluait au poste de gardien de but, avant de devenir ensuite entraîneur.

## Biographie

### Carrière de joueur

#### Carrière en club
Herbert Feurer réalise la quasi-intégralité de sa carrière avec le club du Rapid Vienne. Il dispute avec cette équipe un total de 289 matchs en première division autrichienne entre 1976 et 1989.
Il joue également 10 matchs en Coupe d'Europe des clubs champions, 11 matchs en Coupe de l'UEFA, et 11 en Coupe des coupes. Il est quart de finaliste de la Coupe des clubs champions européens en 1984, en étant battu par le club écossais de Dundee United. Le Rapid Vienne atteint la finale de la Coupe des coupes en 1985, toutefois Herbert Feurer ne prend pas part à cette finale. 

#### Carrière en sélection
Herbert Feurer joue sept matchs en équipe d'Autriche entre 1980 et 1982.
Il reçoit sa première sélection en équipe nationale le 8 octobre 1980, en amical contre la Hongrie (victoire 3-1 à Vienne).
Par la suite, il joue cinq matchs rentrant dans le cadre des éliminatoires du mondial 1982, avec pour résultats quatre victoires, et un nul.
Il est ensuite retenu par les sélectionneurs Felix Latzke et Georg Schmidt afin de participer à la Coupe du monde de 1982 organisée en Espagne. Lors du mondial, il officie comme gardien remplaçant et ne joue aucun match.
Il reçoit sa dernière sélection le 19 mai 1982, en amical contre le Danemark (victoire 1-0 à Vienne).

### Carrière d'entraîneur
Après sa carrière de joueur, il se lance dans une carrière d'entraîneur des gardiens, au Rapid Vienne, et à l'Admira Wacker Mödling.
Il entraîne également pendant plusieurs années les gardiens de la sélection nationale. Il officie notamment lors du mondial 1998 organisé en France.

## Palmarès
Rapid de Vienne
| - Championnat d'Autriche (4) : - Champion : 1981-82, 1982-83, 1986-87 et 1987-88. - Vice-champion : 1976-77, 1977-78, 1983-84, 1984-85 et 1985-86. - Coupe d'Autriche (4) : - Vainqueur : 1982-83, 1983-84, 1984-85 et 1986-87. - Finaliste : 1985-86. |  | - Supercoupe d'Autriche (3) : - Vainqueur : 1986, 1987 et 1988. - Coupe d'Europe des vainqueurs de coupe : - Finaliste : 1984-85 (ne joue pas la finale). |